# Chinosorek
Chinosorek (Chodsigoa) – rodzaj ssaków z podrodziny ryjówek (Soricinae) w obrębie rodziny ryjówkowatych (Soricidae).

## Zasięg występowania
Rodzaj obejmuje gatunki występujące w Wietnamie, Chińskiej Republice Ludowej, Mjanmie i Tajlandii.

## Morfologia
Długość ciała (bez ogona) 47–86 mm, długość ogona 41–110 mm, długość tylnej stopy 10–22 mm; masa ciała 4,2–5,6 g.

## Systematyka
Rodzaj (w randze podrodzaju w obrębie Soriculus) zdefiniował w 1907 roku ukraiński zoolog Mykoła Kaszczenko na łamach czasopisma Jeżegodnik Zoołogiczeskago Muzieja Impieratorskoj Akiediemіi Nauk. Kaszczenko wymienił dwa gatunki – Soriculus (Chodsigoa) beresowskii Kastchenko, 1907 (= Soriculus hypsibius de Winton, 1899) i Soriculus (Chodsigoa) salenskii Kastchenko, 1907 – z których gatunkiem typowym jest Soriculus (Chodsigoa) salenskii Kastchenko, 1907.

### Etymologia
Chodsigoa: okręg Chodsigou, Syczuan, Chiny (obecnie Chińska Republika Ludowa).

### Podział systematyczny
Do rodzaju należą następujące występujące współcześnie gatunki:
- Chodsigoa hypsibia (de Winton, 1899) – chinosorek syczuański
- Chodsigoa parva G.M. Allen, 1923 – chinosorek karłowaty
- Chodsigoa dabieshanensis Chen Zhongzheng, Hu Tingli, Pei Xiaoxin, Yang Guangdao, Yong Fan, Xu Zhen, Qu Weiying, Onditi & Zhang Baowei, 2022
- Chodsigoa smithii O. Thomas, 1911 – chinosorek samotny
- Chodsigoa salenskii (Kastschenko, 1907) – chinosorek jedyny
- Chodsigoa furva Anthony, 1941
- Chodsigoa sodalis O. Thomas, 1913 – chinosorek tajwański
- Chodsigoa caovansunga Lunde, Musser & Nguyen Truong Son, 2003 – chinosorek wietnamski
- Chodsigoa hoffmanni Chen Zhongzheng, He Kai, Huang Cheng, Wan Tao, Lin Liangkong & Jiang Xuelong, 2017
- Chodsigoa parca G.M. Allen, 1923 – chinosorek szczupły

Opisano również gatunek wymarły z pliocenu dzisiejszej Chińskiej Republiki Ludowej:
- Chodsigoa bohlini (Yang Zhongjian, 1934)